# شهرستان ناروک
شهرستان ناروک (به لاتین: Narok County) یک شهرستان در کنیا است. شهرستان ناروک ۱۷٬۹۲۱٫۲ کیلومتر مربع مساحت و ۱٬۱۵۷٬۸۷۳ نفر جمعیت دارد.